# Digitodochium rhodoleucum
Digitodochium rhodoleucum är en svampart som beskrevs av Tubaki & Kubono 1989. Digitodochium rhodoleucum ingår i släktet Digitodochium, divisionen sporsäcksvampar och riket svampar.   Inga underarter finns listade i Catalogue of Life.